# 苏丹哈芝奥玛阿里赛夫汀跨海大桥
苏丹哈芝奥玛阿里赛夫汀跨海大桥是一个在2020年3月17日通车的跨海大桥，其长度约为30公里，连接文莱摩拉县和淡武隆县，使得文莱人不需要绕道至林梦进出两次。这项工程由南韓大林產業與中国建筑集团承建，也成为文莱的新地标。
该大橋只開放供汶萊注冊車輛使用，开放時間為每天上午6時至晚上10時，因2019年冠状病毒病疫情而提前于2020年3月17日早上6時开通。只有汶萊注冊的1、3、4及6級別執照的車輛可使用淡武隆大橋，但商用車輛5級別，可向大橋保養維護辦公室提呈使用申請，自行车和行人则不被允许。
大橋使用者也須遵守普通車輛時速80公里，商用車輛時速65公里。至於外國注冊的商用車輛则只能使用目前獲准使用的東盟高速公路150 （Asean Highway 150）。
而该大桥的官方全名是以第28世文莱苏丹奥玛阿里赛义夫汀三世命名的。